# 孟莉英
孟莉英（1934年12月—2023年4月3日），生于中国上海，越剧女演员，擅长小旦。1953年，进入上海天鹅越艺社。1954年4月，参加华东越剧实验剧团二团。代表作有越剧《春香传》（饰演香丹）、《红楼梦》（饰演紫鹃）、《孟丽君》（饰演荣兰）、《西园记》（饰演香筠）等。

## 外部連結
- “紫鹃”做的这件事，让“林妹妹”王文娟“点赞”